# جوزيف إدوين أندروود
جوزيف إدوين أندروود هو سياسي كندي، ولد في 3 نوفمبر 1882، وتوفي في 1 يونيو 1960.